# A tientas y barrancas
A tientas y barrancas es el título del noveno álbum de estudio Rosendo Mercado -undécimo en total- en su etapa en solitario, publicado en 1998 por el sello DRO East West.

## Información del álbum
Abandonaron la banda dos músicos que llevaban acompañándole muchos años, el teclista Gustavo Di Nóbile y el batería Miguel Ángel Jiménez. Comenzó una nueva etapa en la que utilizará el formato de trío (bajo, batería y guitarra, renunciando al teclado) y cambió temporalmente su guitarra de toda la vida, una Fender Stratocaster, por una Gibson, si bien le cambia las pastillas originales por las del modelo Stratocaster, declarando que "siendo fiel a Fender, lo que le atrae de la Gibson es la estética". 

## Temas
1. Introducción (R. Mercado / E.Muñoz / R.J. Vegas / M.Montero) - 6:01
2. Vaya ejemplar de primavera (R. Mercado / E.Muñoz / R.J. Vegas / M.Montero) - 3:15
3. Por cierto... (R. Mercado) - 3:50
4. Como el pico de un colchón (R. Mercado) - 3:24
5. A pulso (R. Mercado) - 3:37
6. Different, eso sí (R. Mercado) - 3:20
7. Bailando al aire (R. Mercado / E.Muñoz / R.J. Vegas / M.Montero) - 3:32
8. Dos no siempre son pares (R. Mercado) - 4:00
9. Échale coraje! (R. Mercado) - 2:50
10. Todo el mundo a sus quehaceres (R. Mercado) - 4:06
11. Quedan los bises (R. Mercado) - 27:30

## Músicos
- Rosendo Mercado: Guitarra y voz
- Mariano Montero: Batería y percusión
- Rafa J. Vegas: Bajo
- Eugenio Muñoz: Máquinas